# Зегсе
Зегсе (нід. Zeegse) — село в нідерландській провінції Дренте. Входить до муніципалітету Тінарло.
Його площа становить 5,15 км², а населення станом на 2021 рік складало 405 осіб.
Перша згадка про населений пункт датується 1225 роком.